# Laura Kanaholo Kōnia
Laura Kanaholo Konia (o. 1808. – 1857.) bila je havajska princeza.

## Životopis
Laura je rođena oko 1808. godine, kao mlađa kći princa Paulija Kaoleiokua i njegove žene Kahailiopue Luahine.
Pauli je smatran sinom kralja Kamehamehe I., a majka mu je bila kraljica Kānekapōlei.
Bila je polusestra kraljice Kalanipauahi i šurjakinja kralja Kamehamehe II.
1828. se udala za Abnera Kuhooheiheipahua Pakija. Njihova je kći bila Bernice Pauahi Bishop.
Laura je bila nježna, ali snažna, dobra majka i supruga. Abner joj je bio idealan supružnik. Nisu se složili s odabranikom svoje kćeri, ali su ga ipak prihvatili.
Bila je pjesnikinja i pjevačica, te pomajka kraljice Liliuokalani.
Umrla je 1857. na Havajima, tijekom epidemije.

## Vanjske poveznice
- Martin K.I. Christensen. Women with power 1840-70. Worldwide Guide to Women in Leadership. Pristupljeno 24. studenoga 2014.